# Parafia św. Anny w Pomiechowie
Parafia św. Anny w Pomiechowie – parafia rzymskokatolicka należąca do dekanatu zakroczymskiego, diecezji płockiej, metropolii warszawskiej.

## Historia
Kaplica w Pomiechowie istniała już w 1254 roku. W 1513 roku Leon X inkorporował parafię do uposażenia opactwa w Czerwińsku.

## Zasięg parafii
Do parafii należą wierni z miejscowości: Brody, Brody Parcele, Bronisławka, Cegielnia Psucka, Czarnowo, Goławice Pierwsze, Goławice Drugie, Kikoły, Kosewko, Miękoszyn, Miękoszynek, Orzechowo Nowe, Orzechowo Stare, Pomiechowo, Pomiechówek, Psucin, Stanisławowo, Szczypiorno, Toruń, Wólka Kikolska, Wójtostwo i Zapiecki.